# Observatoř Pierra Augera
Observatoř Pierra Augera je mezinárodní observatoř kosmického záření nacházející se v Argentině. Je určena k detekci ultra-vysoce energetického kosmické záření. Na její stavbě a provozu se podílejí i instituce z České republiky.

## Popis
Vysoce energetického kosmické záření je proud subatomárních částic, které se pohybují téměř rychlostí světla a které mají energii větší než 1018 eV. V zemské atmosféře tyto částice interagují s jádry částic vzduchu, čímž vznikají další částice. Tento jev označovaný jako sprška částic se dá zjistit a změřit. Protože hustota příletu takto energetických částic je odhadována pouze na jednu částici na km² za jedno století, vytvořila Augerova observatoř detekční oblast o ploše 3 000 km², díky čemuž má být možné zaznamenat velké množství těchto jevů. Oblast se nachází u města Malargüe v provincii Mendoza v Argentině.
Stavba observatoře začala v roce 2000, zprovozněna byla roku 2005 a oficiálně dokončena byla v roce 2008. Na její stavbě a zřízení se podílelo 15 států, z nichž každý přispěl do celkového rozpočtu o výši 50 milionů dolarů.
Projekt observatoře, která je pojmenována po francouzském fyzikovi Pierrovi Victoru Augerovi, byl navržen roku 1992 Jimem Croninem a Alanem Watsonem. Pro observatoř pracuje více než 500 fyziků z téměř 100 institucí celého světa.

### Přístrojové vybavení
Vybavení observatoře sestává ze dvou základních typů detektorů: pozemních, které detekují sekundární částice dopadající na zemský povrch, a fluorescenčních, které pozorují fluorescenční záření v ultrafialových vlnových délkách, které vzniklo excitací molekul dusíku při průletu nabité částice spršky atmosférou. Observatoř Pierra Augera je prvním takovým zařízením, které kombinuje oba druhy detekce.

#### Pozemní detektory

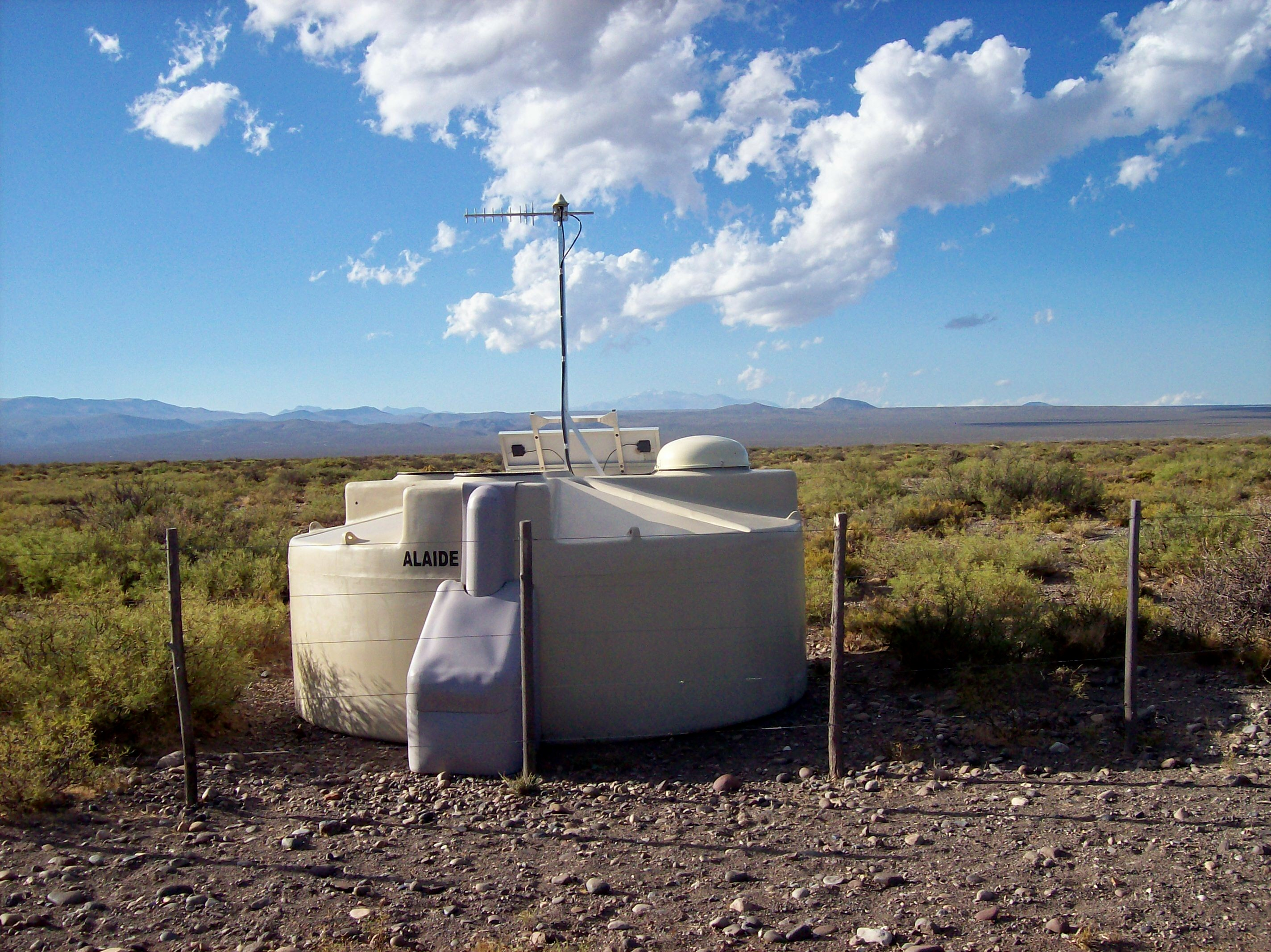
Jedna z 1660 detekčních stanic observatoře Pierra Augera

Tyto 1,3 m vysoké detektory se skládají z nádrží s vodou, v nichž fotonásobiče zaznamenávají vzniklé Čerenkovovo záření. Nádrží je celkem 1 660 a každá z nich obsahuje 12 tun čisté vody. Jsou od sebe vzdáleny 1,5 km. Jejich řídké rozmístění umožnilo pokrýt při daném finančním rozpočtu dostatečně velkou plochu, která dovoluje zachytit několik částic o energii nad 5×1019 eV měsíčně. Z přesného času zachycení částic v jednotlivých nádržích (jsou synchronizovány pomocí GPS signálu) jde zjistit s přesností lepší než 1° směr, odkud přiletěla primární částice.
Výhodou těchto detektorů je kromě přesného zjištění směru letu primární částice i jejich schopnost pracovat nepřetržitě, bez ohledu na denní dobu nebo oblačnost. Naopak problematické je určení energie primární částice, neboť ta závisí na ne zcela známých interakcích jednotlivých částic v atmosféře.
Od roku 2015 probíhá uprgade těchto detektorů, který sestává především z přidání scintilátorů nad dnešní pozemní detektory. Ty by měly pomoci odlišit miony od elektromagnetické složky spršky částic.

#### Fluorescenční detektory

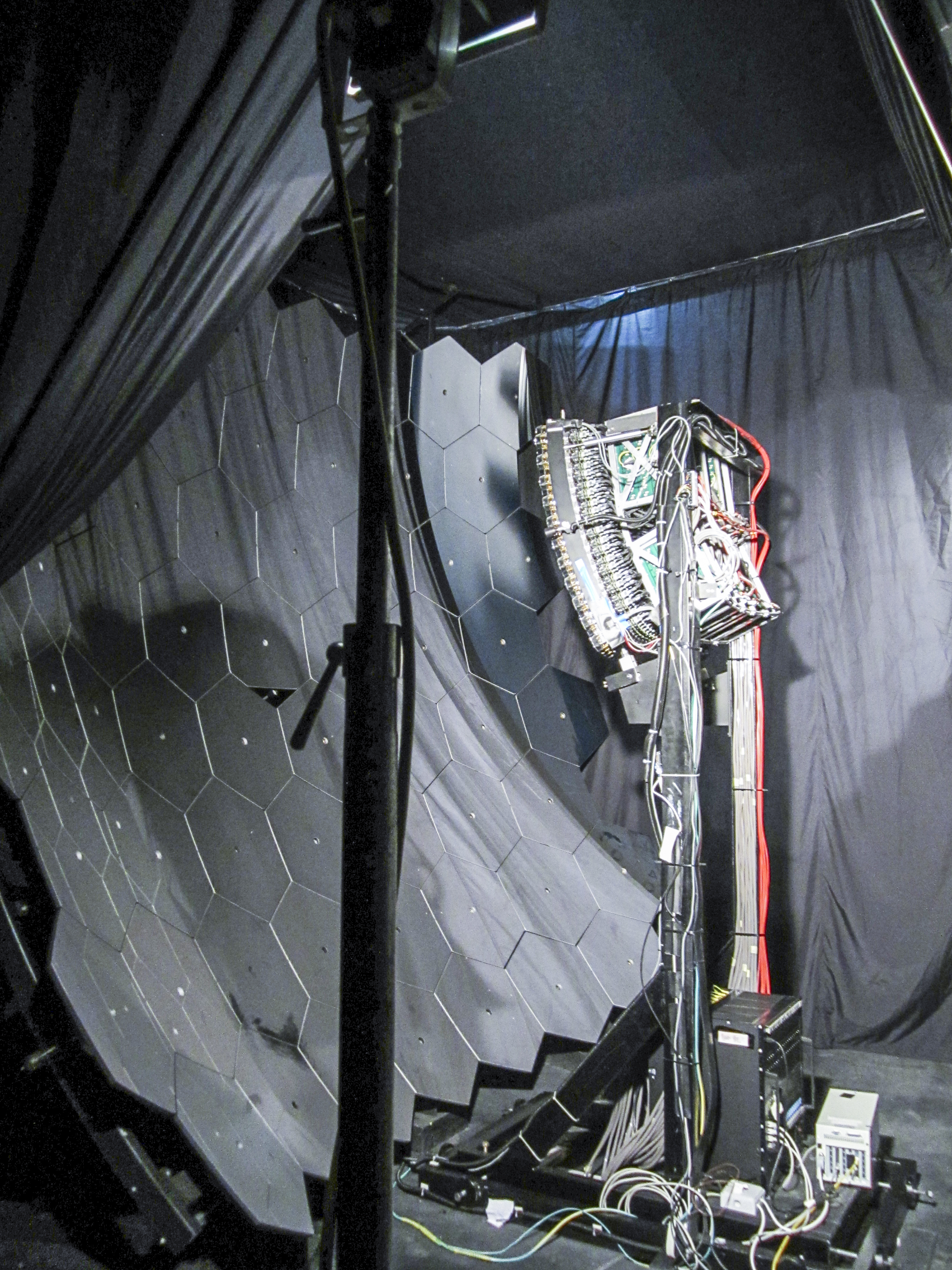
Zrcadla fluorescenčních detektorů s polem fotonásobičů (vpravo uprostřed)

Druhý typ detektorů je tvořen dalekohledy zachycujícími fluorescenční záření. Těchto dalekohledů je na observatoři celkem 24 – po šesti umístěných na čtyřech různých stanovištních vždy na okraji celé observatoře. Sledují prostor nad pozemními detektory. Jsou tvořeny nepohyblivými zrcadly o průměru 3,5 m, které směřují světlo na 440 fotonásobičů. Ty jsou schopny zaznamenat fluorescenční záření v atmosféře s časovým rozlišením až 100 ns a pozorovat tak vývoj spršky částic.
Nevýhodou detektorů je to, že mohou pracovat jen v noci, za jasné a bezměsíčné oblohy – tedy jen asi 10 % pozorovacího času. Naproti tomu umí, především z intenzity záření, přesněji určit energii primární částice. Fluorescenční detektory tak pomáhají kalibrovat výpočty energie částic, které byly zachyceny pouze pozemními detektory v době, kdy fluorescenční detektory nemohly pozorovat.
Již před rokem 2010 začalo rozšíření provozu fluorescenčního systému: na jednom ze stanovišť byly instalovány další dalekohledy s označením HEAT, které sledují atmosféru nad původními dalekohledy a pozorují tak spršky s nižší energií, které v atmosféře neproniknou tak hluboko. Současně bylo zahuštěno pole pozemních detektorů pod oblastí sledovanou těmito novými dalekohledy, protože méně energetické částice nevytvářejí tak široký kužel spršky a nemusely by zachyceny dostatečným množstvím původních pozemních stanic.

### Česká účast
Na projektu se podílejí také vědci z Fyzikálního ústavu Akademie věd České republiky, Univerzity Karlovy v Praze a Univerzity Palackého v Olomouci. V Česku bylo vyrobeno 15 z 27 zrcadel pro fluorescenční dalekohledy (detektory) observatoře. S přispěním Astronomického ústavu byl navržen a je provozován robotický dalekohled FRAM, který pomáhá zjišťovat stav atmosféry pro kalibraci pozorování fluorescenčními dalekohledy.